# Otto Krusten

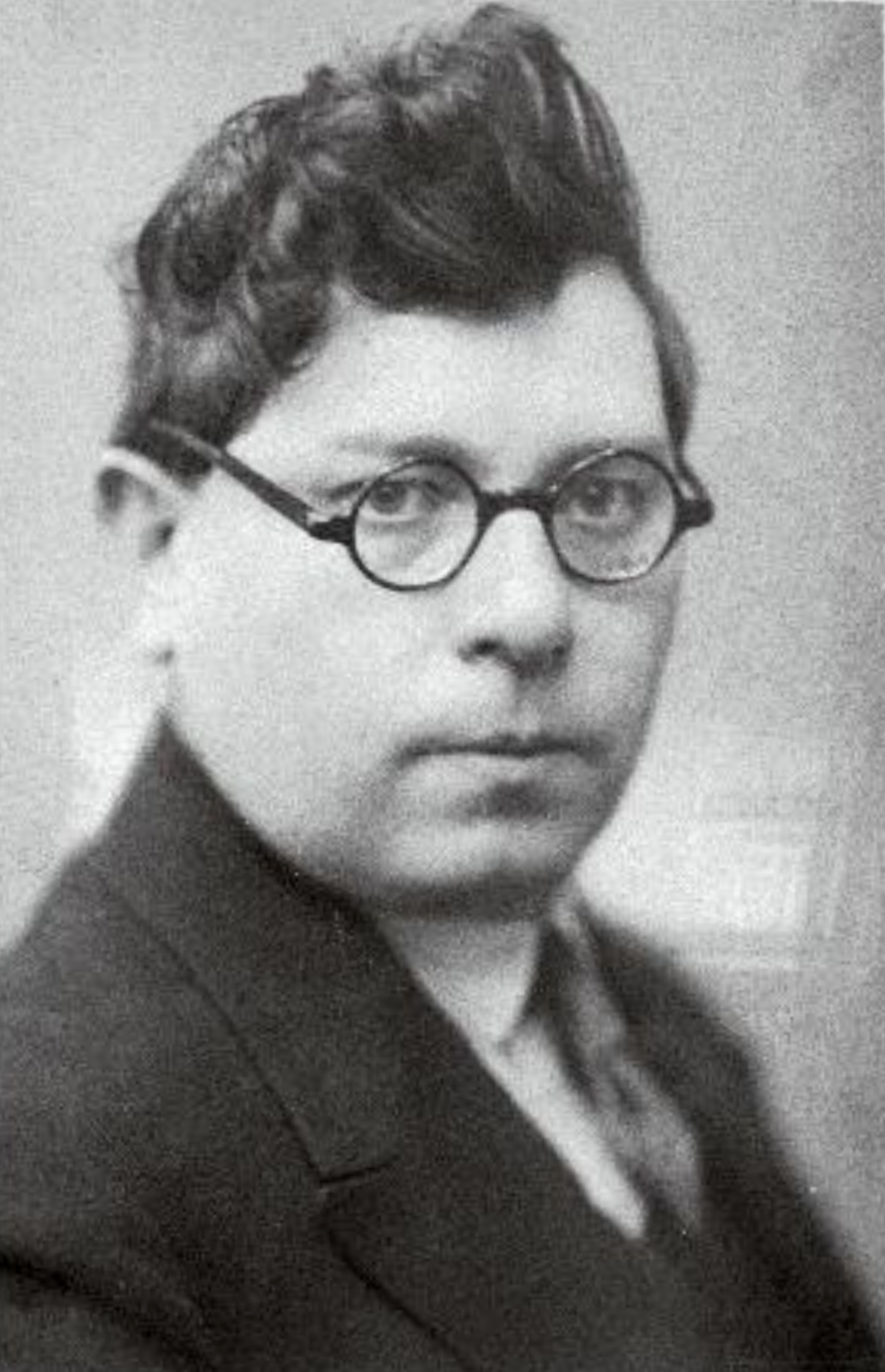
Otto Krusten

Otto Krusten (eigentlich Krustein, Pseudonym Raudnõges, * 6. Junijul. / 18. Juni 1888greg. in Muraste; † 23. Februar 1937 in Tallinn) war ein estnischer Karikaturist.

## Leben
Krusten ging in Ranna und Tallinn zur Schule und lernte von 1904 bis 1907 in der Atelierschule von Ants Laikmaa. In den Jahren vor dem Ersten Weltkrieg besuchte er als Gasthörer Vorlesungen der Gesellschaft zur Förderung der Künste in Sankt Petersburg. 1917 war er ursprünglich an der Konstituierung der Gruppierung Siuru beteiligt, blieb später aber den Versammlungen fern, so dass sie eine rein literarische Gruppe wurde.
Ab 1919 arbeitete Krusten zeitweilig im Estnischen Bildungsministerium, von 1922 bis 1927 war er Mitglied der Redaktion der Zeitung Postimees in Tartu. Von 1927 bis zu seinem Tode arbeitete er beim Päevaleht (1905–1940) in Tallinn. Die Schriftsteller Pedro Krusten und Erni Krusten waren seine jüngeren Brüder.

## Werk
Krusten orientierte sich an der in München erscheinenden satirischen Zeitschrift Simplicissimus und nahm sich insbesondere den dort publizierenden Olaf Gulbransson zum Vorbild. Er entwickelte einen eigenen lakonischen Stil und schuf, darin Karl August Hindrey vergleichbar, zahlreiche Porträts bekannter Figuren des kulturellen Lebens in Estland. Dadurch wurde er neben Gori zu Estlands „herausragendstem und originellsten Karikaturisten.“

## Ausgewählte Karikaturen

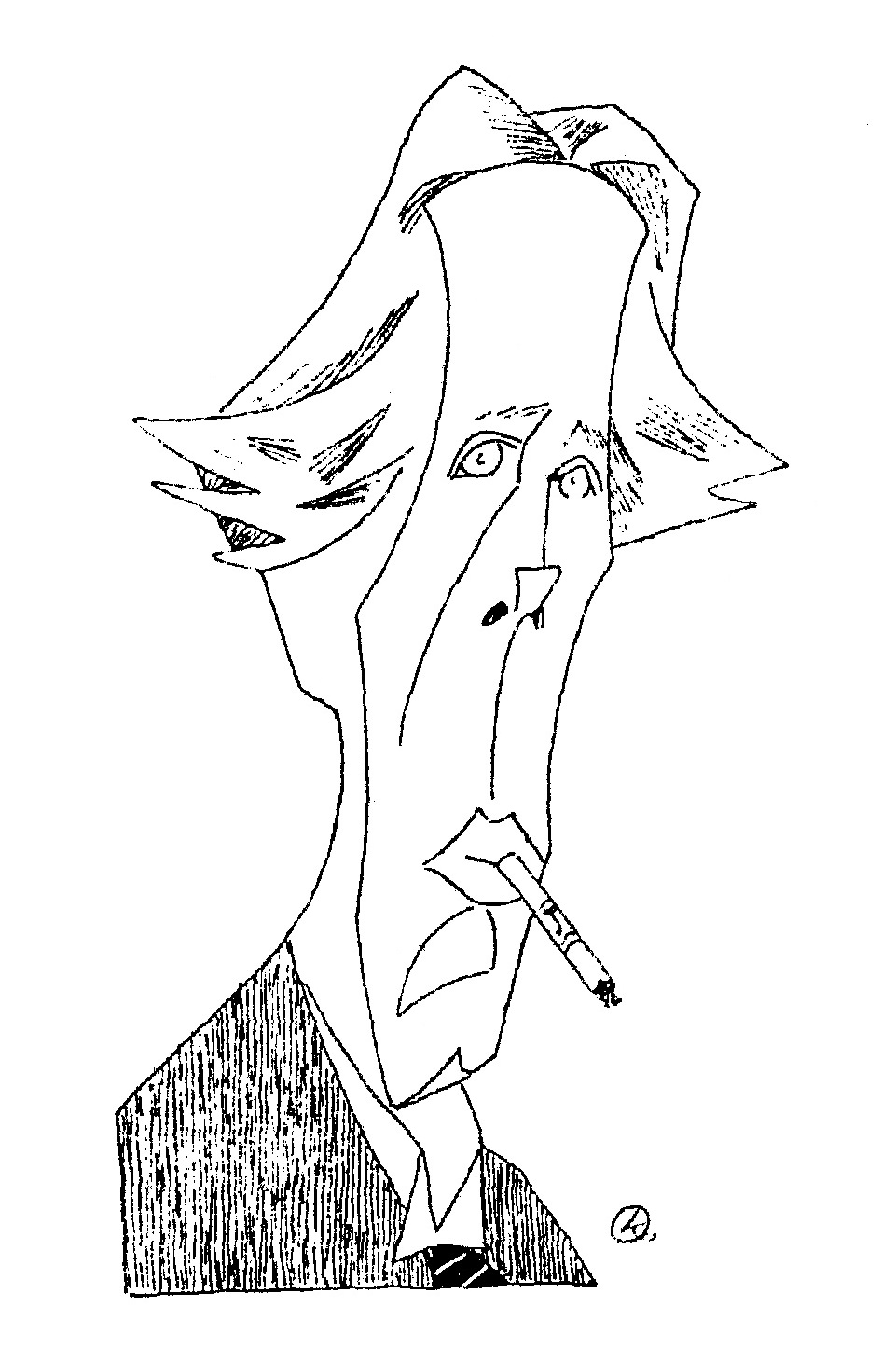
Der estnische Kollege Gori
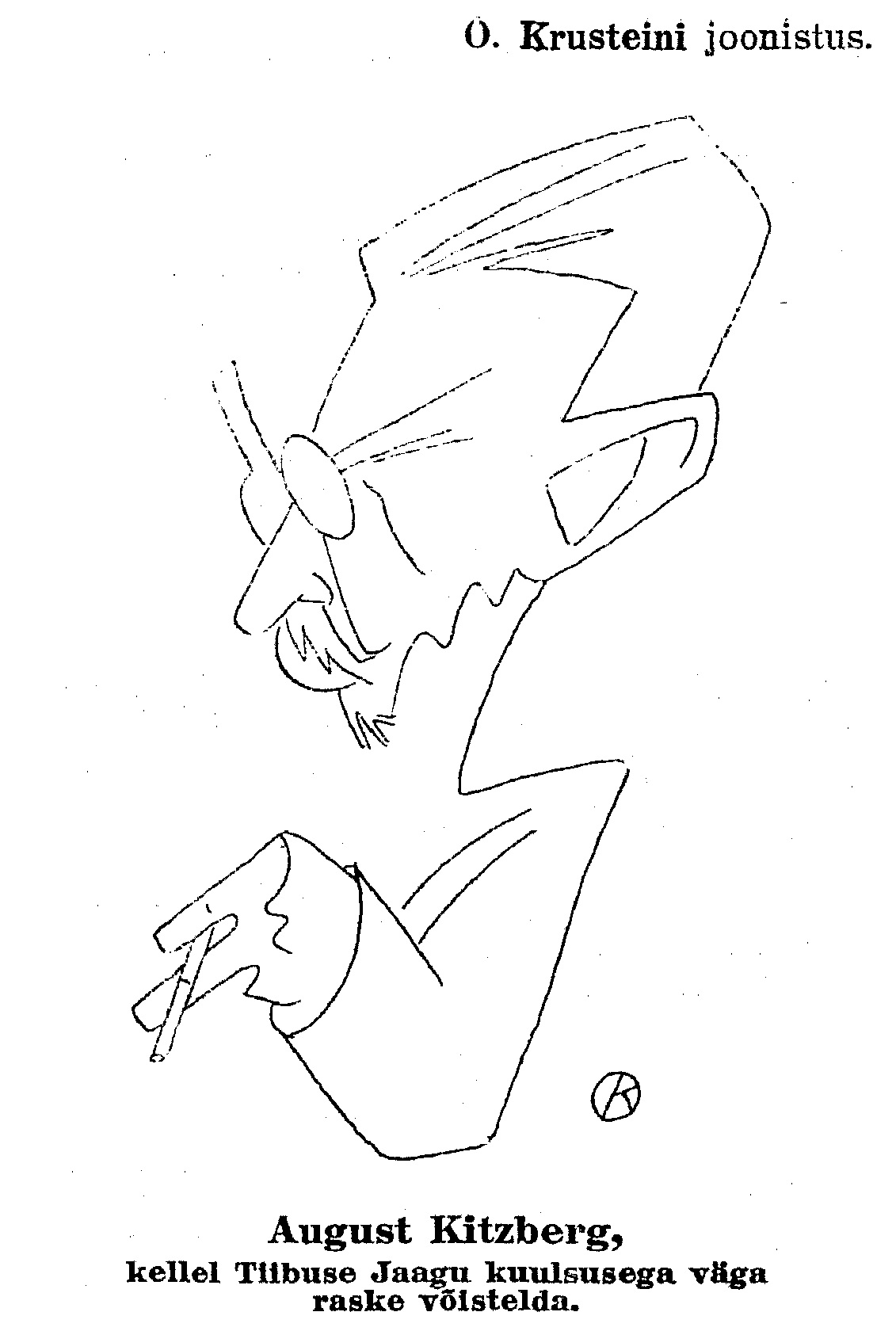
Der estnische Schriftsteller August Kitzberg
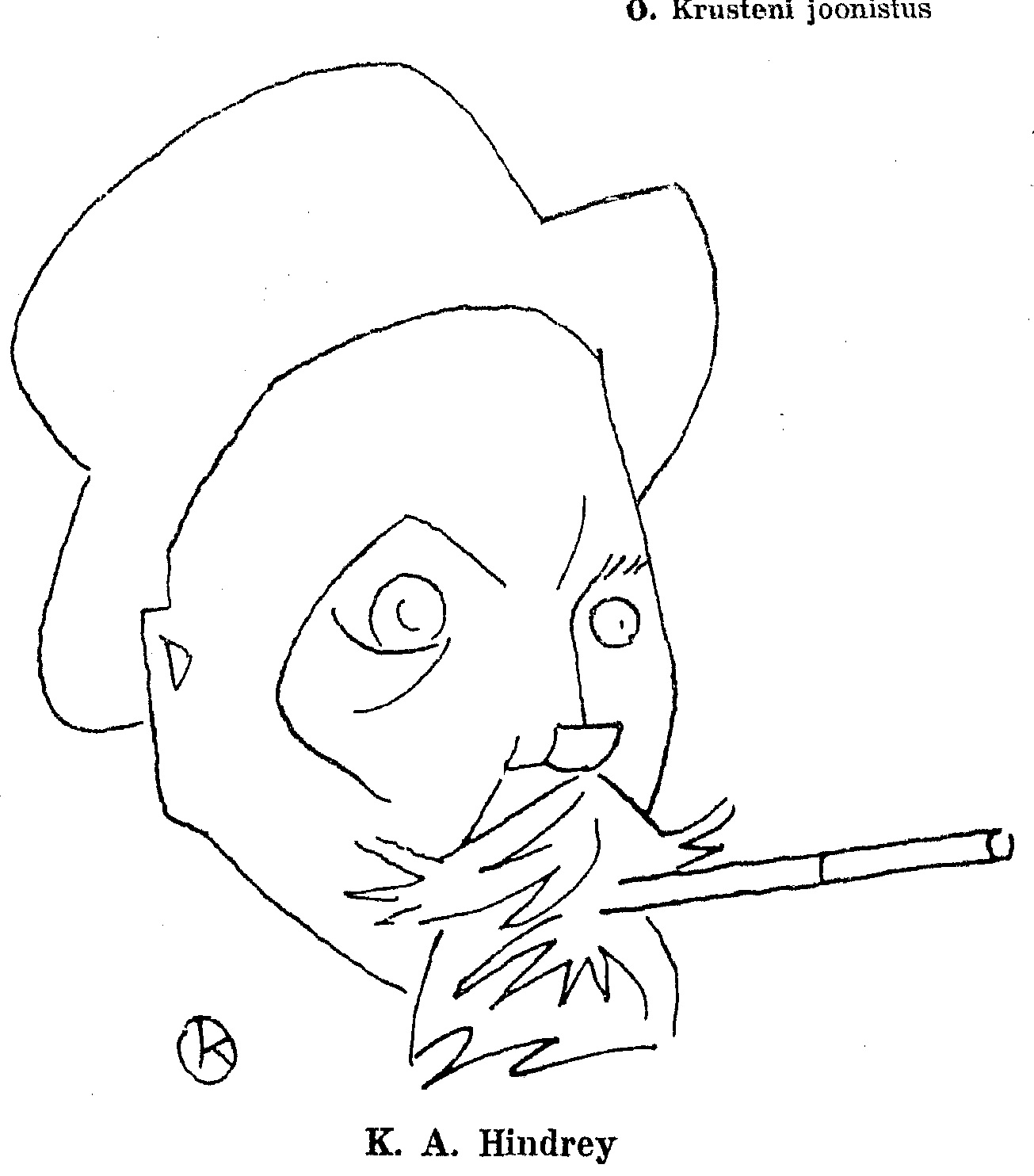
Der estnische Schriftsteller Karl August Hindrey
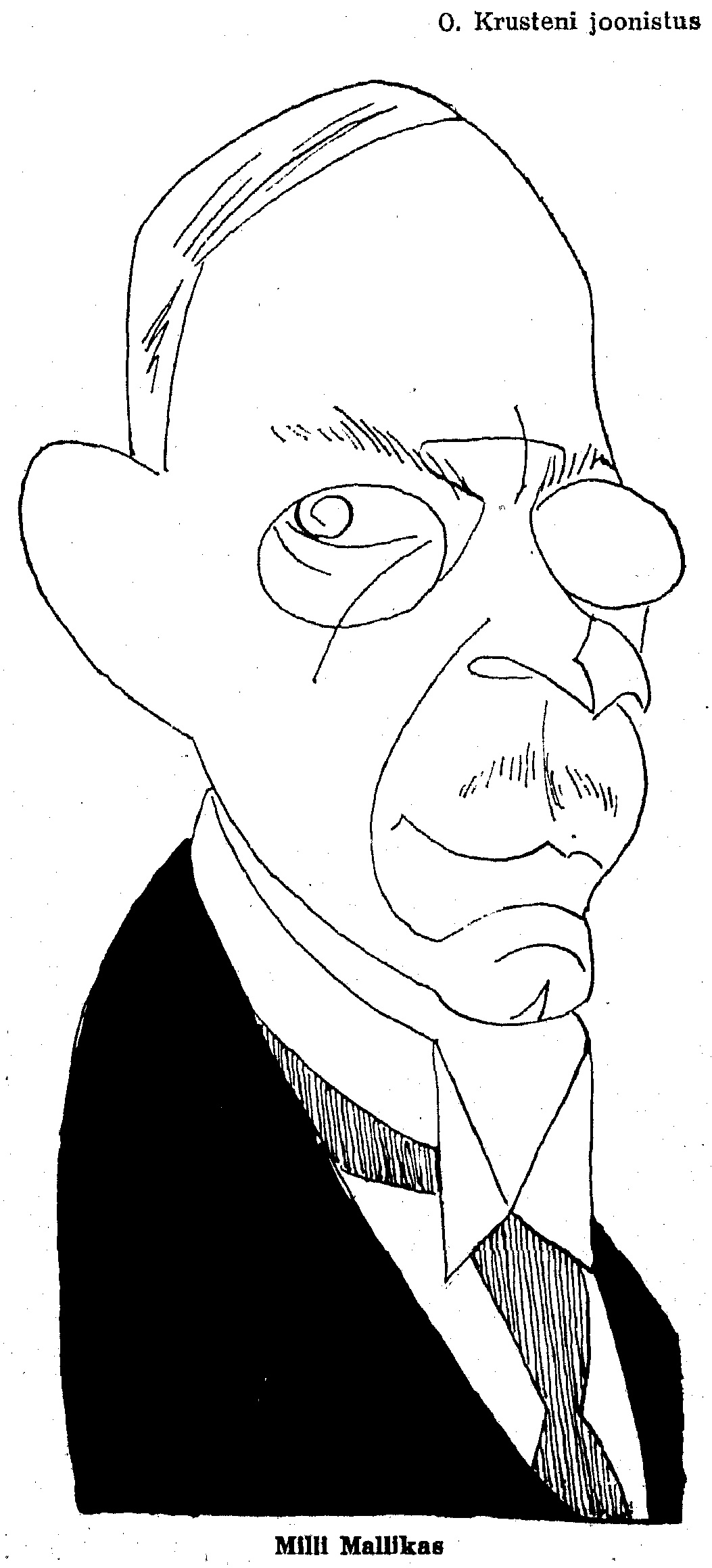
Der estnische Schriftsteller Hugo Raudsepp (Pseudonym Milli Mallikas)